# Panells solars en les naus espacials

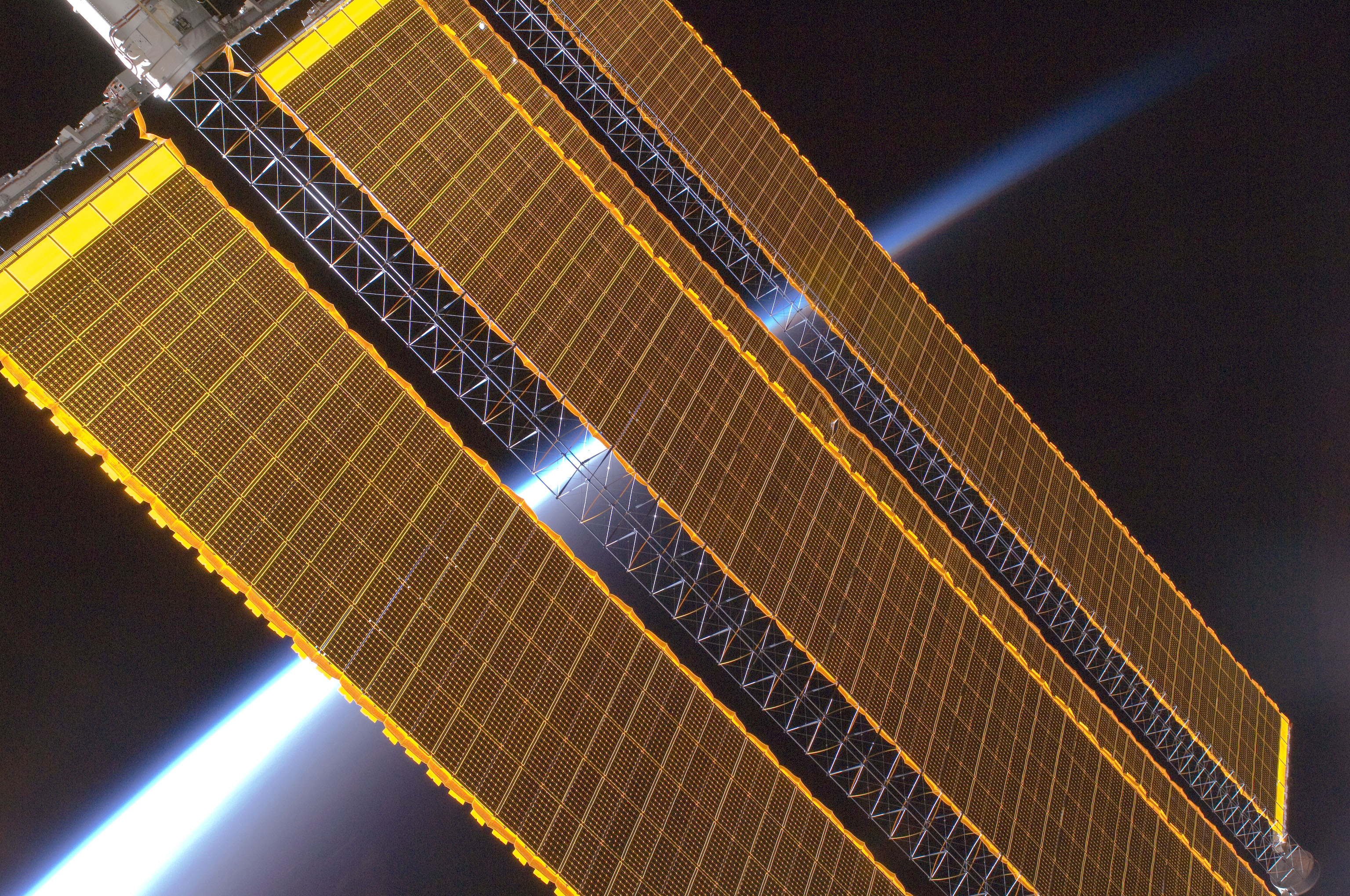
Conjunt de panells solars en l'Estació Espacial Internacional (tripulació de l'Expedició 17, agost del 2008)

Les naus espacials operant en el sistema solar interior normalment confien en l'ús de plaques solars fotovoltaiques per obtenir electricitat a partir de la llum solar. En el sistema solar exterior, on la llum solar és massa feble per produir suficient energia, els generador termoelèctrics per radioisòtops (radioisotope thermal generators o RTGs) són utilitzats com la font d'energia.